# Arthur Wellin
Arthur Wellin, eigentlich Arthur Lewin (* 31. Oktober 1880 in Berlin; † vermutlich 1941) war ein deutscher Filmregisseur und Schauspieler.

## Leben
Lewin, der, um seine jüdische Identität zu verschleiern, sich bereits in jungen Jahren in Wellin umbenannte, hatte bereits vor dem Ersten Weltkrieg an Berliner Bühnen gespielt – Berliner Theater, Schiller-Theater, Neues Schauspielhaus – und wurde dort im Fach „1. Held“ eingesetzt. Außerdem trat er auch in der Provinz auf, etwa als Sänger in Trier. Seit 1913 als Regisseur beim Film, intensivierte Wellin seine Arbeit vor und hinter der Kamera mit Ausbruch des Ersten Weltkriegs.
Wellin führte zwischen 1916 und 1927 bei 17 Stummfilmen Regie und agierte gelegentlich als Schauspieler. Bekannt wurde er als Regisseur einer zweiteiligen Lederstrumpf-Verfilmung. Auch eine 5-teilige Reihe mit Alexander Moissi, die zwischen 1918 und 1920 entstand, fand Beachtung. Wellin entsprach der Forderung Moissis, als Bühnenregisseur gearbeitet zu haben. Zeitweilig stand Wellin, gemeinsam mit Rudolf Dworsky, als Mitinhaber der Produktionsfirma Amboß-Film vor.
Als Schauspieler war er u. a. in der Spielzeit 1925/26 an der Volksbühne Berlin engagiert. Kurz vor der Machtübernahme Adolf Hitlers erhielt Wellin in „Ganovenehre“ 1932 seine einzige Tonfilmrolle. Als Jude vom Spielbetrieb seit 1933 ausgeschlossen, schloss sich Wellin daraufhin dem Kulturbund Deutscher Juden an. Sein letztes Lebenszeichen stammt von 1941. Er wurde mit dem Transport D von Prag aus ins Ghetto Lodz transportiert, wo er am 31. Oktober 1941 ankam. Wann und wie er genau umgekommen ist, ist unklar.

## Filmografie
Regisseur
- 1913: Seine Karriere
- 1916: Verbrannte Flügel
- 1918: Der Ring der drei Wünsche
- 1918: Pique Dame
- 1919: Stiefkinder des Glücks
- 1919: Zwischen Tod und Leben
- 1919: Der junge Goethe
- 1919: Erborgtes Glück
- 1919: Der Saal der sieben Sünden
- 1919: Narrentanz der Liebe
- 1919: Die Rose von Stambul
- 1919: Treu der Jugend
- 1920: Lederstrumpf, 1. Teil: Der Wildtöter und 2. Teil: Der letzte Mohikaner
- 1920: Schwarzwaldmädel
- 1920: Die Glücksfalle
- 1921: Das Attentat
- 1921: Das Verbrechen von Houndsditch
- 1927: Die leichte Isabell

Schauspieler
- 1913: Die Fächermalerin
- 1915: Das Laster
- 1915: Der Fund im Neubau
- 1916: Der chinesische Götze
- 1917: Das Bildnis des Dorian Gray
- 1917: Rennfieber
- 1918: Der ewige Zweifel
- 1924: Orient
- 1927: Lützows wilde verwegene Jagd
- 1929: Der Sträfling aus Stambul
- 1933: Ganovenehre